# Distichophyllum decolyi
Distichophyllum decolyi là một loài Rêu trong họ Hookeriaceae. Loài này được Gangulee mô tả khoa học đầu tiên năm 1977.